# Amsacta collaris
Amsacta collaris är en fjärilsart som beskrevs av George Francis Hampson 1891. Amsacta collaris ingår i släktet Amsacta och familjen björnspinnare. Inga underarter finns listade i Catalogue of Life.